# 牧田雄一
牧田 雄一（まきた ゆういち、1982年6月8日 - ）は、日本の俳優。富山県・高岡市出身。B型。
演劇集団イヌッコロに所属している。自身でプロデュースをしているマシンキカクを手掛ける。

## 出演

### テレビ
- ウルトラマンマックス
- ドラマ「HEAT」CX
- TBS「この差って何ですか？」
- TBS「ジョブチューン」
- CX24時間テレビ「にほんのれきし」
- 「クロヒョウ 龍が如く新章」

### 映画
- 劇場版 超星艦隊セイザーX 戦え!星の戦士たち
- 蟹工船

### 舞台

#### 演劇集団イヌッコロ
- 第1回公演『オタッカーズ・ハイ』（2010年4月30日～5月2日、中目黒ウッディーシアター）
- 第2回公演『苦闘のラブリーロバー』（2010年12月09日～12月12日、ウッディーシアター中目黒）
- 第5回公演『恋するアンチヒーロー』（2012年7月18日～7月22日、テアトルBONBON）
- SHOW CASE ver.1『恋するアンチヒーロー』（2012年7月18日～7月22日、中野ポケットスクエア）
- 第6回公演『冒険者たちのホテル』（2013年4月4日～4月7日、テアトルBONBON）
- 第7回公演『リバースヒストリカ』（2013年10月16日～10月20日、中野ザ・ポケット）-*pnish*原作
- 第8回公演『ハッピーハードラック』（2014年4月1日～4月6日、テアトルBONBON）
- Showcase ver.2『天爛のパティシエ』（2014年7月30日(水)～8月3日、ポケットスクエア）
- 第9回公演『ご町内デュエル』（2014年10月14日～10月19日、ザ・ポケット）
- 第10回公演『スペーストラベロイド』（2015年8月4日～8月9日、テアトルBONBON）
- SHOW CASE ver.3『苦闘のラブリーロバー』（2015年12月9日～12月13日、ポケットスクエア）
- showcase ver.4『トラベルモード』（2016年3月30日～4月3日、テアトルBONBON）-*pnish*原作
- イヌッコロVSシザーブリッツ デュエル公演チームイヌッコロ『ご町内デュエル』（2016年10月27日～11月6日、サンモールスタジオ）
- 第11回公演『まわれ！無敵のマーダーケース』（2017年 3月21日〜3月26日、中野ザ・ポケット）
- Showcase ver.5『いえないアメイジングファミリー』（2017年 9月13日〜 9月18日、Theater スターフィールド）
- 第12回本公演『となりのホールスター』（2018年5月8日～5月13日、中野ザ・ポケット）
- イヌフェス第3弾Showcace ver.6『オタッカーズ・ハイ』（2018年10月16日～10月21日、サンモールスタジオ）＊TEAM-Bのみ
- 第13回本公演『いえないアメイジングファミリー』（2019年1月30日～2月10日、テアトルBONBON）＊TeamBのみ
- 第14回本公演『いさめ！池田屋シアター』（2019 年 9 月 11 日～16 日、ポケットスクエアザ・ポケット）＊忠のみ
- 第15回本公演『かげきなデイリープレイス』（2024年9月18日〜22日、ポケットスクエアザ・ポケット）[2]

#### マシンキカク
- マシンキカクver.1『苦闘のラブリーロバー』（2017年12月12日～12月17日、劇場MOMO）

#### 個人出演
- WBB vol.3 「苦闘のラブリーロバー」（2012年12月18日～12月25日、赤坂RED/THEATER）

- イヌフェス×シザーブリッツ秋の宇宙祭り『スペーストラベロイド』（2018年10月2日～10月8日、上野ストアハウス）